# Eunidia brunneopunctata
Eunidia brunneopunctata es una especie de escarabajo longicornio del género Eunidia, subfamilia Lamiinae, tribu Eunidiini. Fue descrita científicamente por Aurivillius en 1911.
El período de vuelo ocurre en los meses de enero, febrero, marzo, abril, mayo, julio, noviembre y diciembre.

## Descripción
Mide 6-15 milímetros de longitud.

## Distribución
Se distribuye por Botsuana, Camerún, Etiopía, Gambia, Kenia, Malaui, Mozambique, Namibia, Níger, Nigeria, Uganda, República Centroafricana, República Democrática del Congo, República Sudafricana, Senegal, Somalia y Tanzania.